# Дъщерята на ледения гигант
„Дъщерята на ледения гигант“ (на английски: The Frost-Giant's Daughter) е кратък фентъзи разказ, част от цикъла „Конан Варварина“, написан от Робърт Хауърд през 1932 г. Публикуван е за първи път в първоначалния си вид в сборника „The Coming of Conan“ (Gnome Press, 1953), а по късно и в „Conan of Cimmeria“ (Lancer Books, 1969). Когато оригиналната история не е приета за печат, Робърт Хауърд преработва разказа с различен герой (Амра от Аквитана), и променя заглавието на „Дъщерята на ледения крал“. Новата версия е публикувана в сп. „The Fantasy Fan“ в броя от март 1934 г. под името „Богове на Севера“ („Gods of the North“). След смъртта на Хауърд, Лион Спраг де Камп намира оригиналния ръкопис и го пренаписва под името „Дъщерята на ледения гигант“ (без тире в заглавието) – тази версия е публикувана за първи път в сп. „Fantasy Fiction“, в броя от август 1953 г.

## Сюжет
Внимание:  Текстът по-долу разкрива сюжета на произведението (или части от него)!
Действието на разказа се развива в студената страна Ванахайм, разположена северно от Кимерия, родината на Конан. Той е млад наемник, воюващ заедно със своите съюзници асири. След жестока битка, Конан се оказва единственият оцелял, макар и получил тежки нарянавания. Когато вижда на бойното поле прекрасна полугола жена, загърната само в снежнобял воал, той решава че това е валкирия. Тя го кани да я последва, и пленен от неземната ѝ красота, той тръгва след нея без колебание. Светлокожата красавица е Атали, дъщерята на ледения бог гигант Имир, която примамва воини, за да бъдат убити от нейните братя, а сърцата им – принесени в дар на трапезата на баща им. Конан обаче успява да убие двамата войни и продължава да я преследва. В отчаянието си Атали вика на помощ баща си. Конан чува страшен грохот и губи съзнание. Впоследствие е открит сам в снежната пустиня от своите съюзници, като в юмрука си стиска част от воала на Атали, изтъкан от неземни тъкачи.

## Публикации на български език
- 1991: Дъщерята на студа – в сборника „Конан Варваринът“, изд. СД „Орфия“, София, кн.1 от поредицата „Фантастика“, преводачи: Румяна Божкова и Людмил Мартинов.
- 2016: Дъщерята на ледения гигант – в сборника „Конан. Том 2“, ИК „Изток-Запад“, София, кн.26 от поредицата „Колекция Върхове“, преводач: Елена Павлова.